# Igreja de São Nicolau dos Coroados
San Nicola degli Incoronati ou Igreja de São Nicolau dos Incoronati, chamada também de San Niccolò degli Incoronati, era uma igreja de Roma, Itália, localizada no rione Regola. Ficava na piazza Padella, que hoje não existe mais, entre a atual via Bravaria e vicolo delle Prigioni. Foi demolida entre 1936 e 1939 para permitir a construção do Liceo Ginnasio Virgilio. Era dedicada a São Nicolau.

## História e descrição
Esta igreja foi mencionada pela primeira vez em uma bula do papa Urbano III de 1186 entre as igrejas afiliadas à basílica de San Lorenzo in Damaso. No Catálogo de Cencio Camerario (1192), aparece no nº 284 com o nome de Sancto Nicolao de Furca. Seu nome medieval é uma referência ao que "...no caminho e na porta da igreja se fazia a justiça dos condenados à morte na forca sobre um poço no qual também se atiravam os corpos dos justiçados, motivo pelo qual a igreja adquiriu o nome de San Nicola degli Giustiziati."
Na igreja, chamada antigamente "dos enforcados", se confortavam os condenados à morte. Nas imediações da igreja estava a prisão de Roma gerida pela família Savelli, a Corte Savella.
Em 1512, o papa Leão X a transformou em paróquia com direito de giuspatronato da família Planca (ou Plancia) Incoronati. Esta família, encarregada da igreja a partir do final do século XV, acabou emprestando seu nome à nova igreja. Ela recebeu uma pia batismal própria no final de 1569, quando acabou novamente afiliada a San Lorenzo in Damaso. Entre 1583 e 1585 fez parte da suprimida paróquia de Sant'Andrea di Nazareth (chamada antigamente de Sant'Andrea de Azanesi).
Foi reconstruída às custas da família Incoronati e consagrada pelo papa Bento XIII em 1 de maio de 1728. Outra reforma, realizada às custas dos paroquianos, foi executada em 1759. Em 1819, foi fundado ali uma escola noturna para jovens artesãos por Giacomo Casoglio, um escultor. Desta primeira iniciativa, se desenvolveu a "Escola Noturna de Religião" (em italiano:  Scuole notturne di religione), fundada pelo advogado Michele Gigli.
A paróquia, que, em 1658, tinha 630 paroquianos, foi suprimida durante a ocupação napoleônica de Roma, em 12 de agosto de 1805, e acabou incorporada à de San Giovanni in Ayno.
De um relato deste mesmo ano, citada por Mariano Armellini, se infere que a igreja tinha três altares: o altar-mor, dedicado a Sâo Nicolau, onde ficava uma pala dos Zucchetti, citada por Nibby; e os altares laterais dedicados à Virgem Maria e a Santa Úrsula. A igreja tinha ainda um campanário com dois pequenos sinos; não tinha um cemitério próprio, mas no interior havia algumas sepulturas.
Foi finalmente demolida em 1939, vítima de um esquema viário que pretendia ligar a Ponte Mazzini com o Corso Vittorio Emanuele II. Este mesmo fracassado esquema também levou à desconsagração de San Filippo Neri a Via Giulia em 1940, mas nada mais foi feito além da presente via San Filippo Neri.